# Juliénas
Pour l’article homonyme, voir juliénas (AOC).
Juliénas est une commune française située dans le département du Rhône en région Auvergne-Rhône-Alpes.

## Géographie

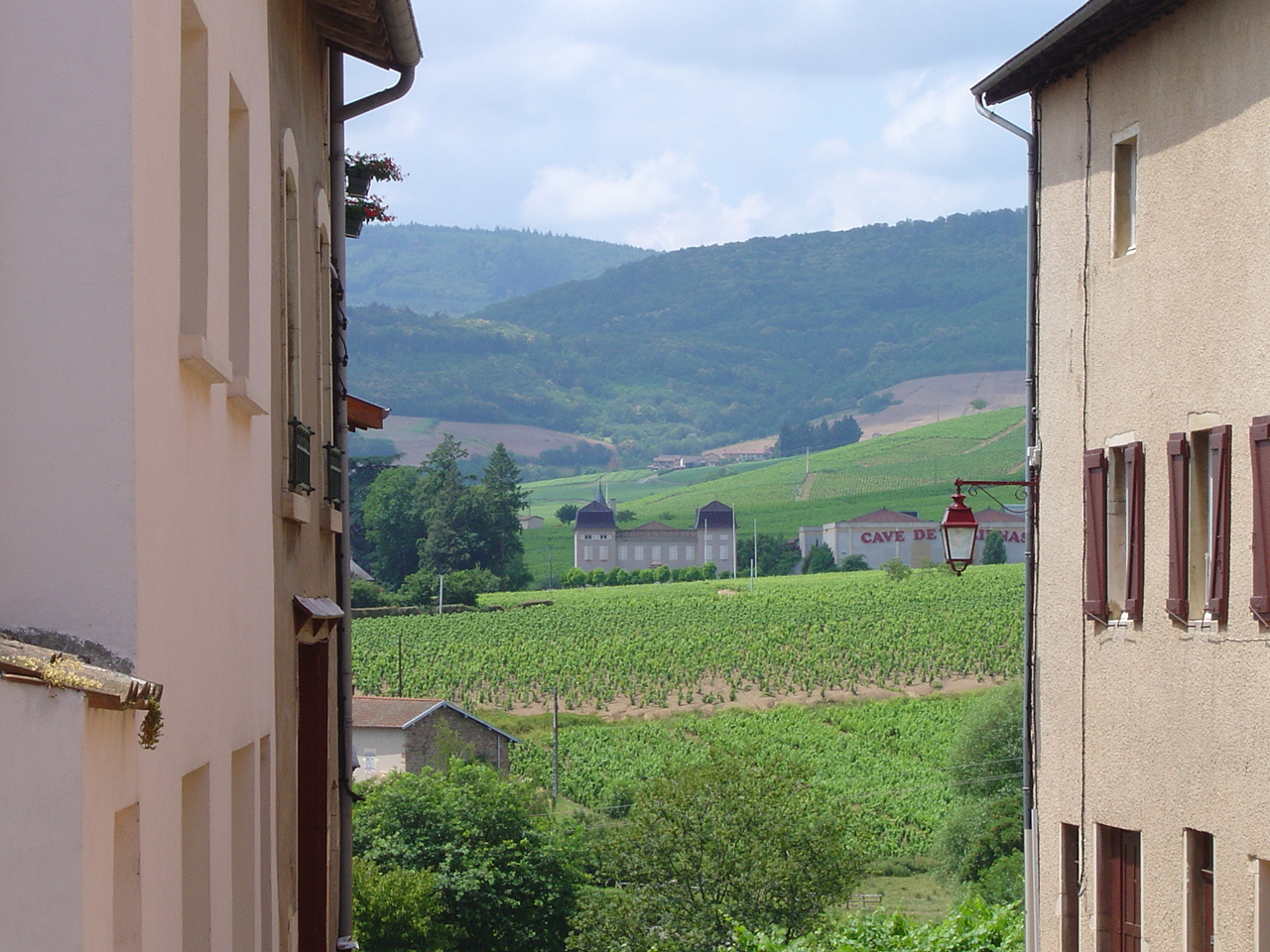
Le vignoble à Juliénas.

Juliénas est située dans le Beaujolais.

### Climat
Pour des articles plus généraux, voir Climat d'Auvergne-Rhône-Alpes et Climat du Rhône.
En 2010, le climat de la commune est de type climat océanique dégradé des plaines du Centre et du Nord, selon une étude du Centre national de la recherche scientifique s'appuyant sur une série de données couvrant la période 1971-2000. En 2020, Météo-France publie une typologie des climats de la France métropolitaine dans laquelle la commune est exposée à un climat de montagne ou de marges de montagne et est dans la région climatique  Bourgogne, vallée de la Saône, caractérisée par un bon ensoleillement (1 900 h/an), un été chaud (18,5 °C), un air sec au printemps et en été et des vents faibles. 
Pour la période 1971-2000, la température annuelle moyenne est de 11,2 °C, avec une amplitude thermique annuelle de 17,8 °C. Le cumul annuel moyen de précipitations est de 926 mm, avec 10,1 jours de précipitations en janvier et 7,4 jours en juillet. Pour la période 1991-2020, la température moyenne annuelle observée sur la station météorologique de Météo-France la plus proche, « Vauxrenard », sur la commune de Vauxrenard à 6 km à vol d'oiseau, est de 9,8 °C et le cumul annuel moyen de précipitations est de 1 003,5 mm,. Pour l'avenir, les paramètres climatiques de la commune estimés pour 2050 selon différents scénarios d'émission de gaz à effet de serre sont consultables sur un site dédié publié par Météo-France en novembre 2022.

## Urbanisme

### Typologie
Au 1er janvier 2024, Juliénas est catégorisée commune rurale à habitat dispersé, selon la nouvelle grille communale de densité à sept niveaux définie par l'Insee en 2022.
Elle appartient à l'unité urbaine de Mâcon, une agglomération inter-régionale regroupant 16  communes, dont elle est une commune de la banlieue,,. Par ailleurs la commune fait partie de l'aire d'attraction de Mâcon, dont elle est une commune de la couronne,. Cette aire, qui regroupe 105 communes, est catégorisée dans les aires de 50 000 à moins de 200 000 habitants,.

### Occupation des sols
L'occupation des sols de la commune, telle qu'elle ressort de la base de données européenne d’occupation biophysique des sols Corine Land Cover (CLC), est marquée par l'importance des territoires agricoles (81,6 % en 2018), en diminution par rapport à 1990 (82,7 %). La répartition détaillée en 2018 est la suivante : 
cultures permanentes (62,5 %), prairies (12,1 %), forêts (12 %), zones agricoles hétérogènes (7 %), zones urbanisées (6,4 %). L'évolution de l’occupation des sols de la commune et de ses infrastructures peut être observée sur les différentes représentations cartographiques du territoire : la carte de Cassini (XVIIIe siècle), la carte d'état-major (1820-1866) et les cartes ou photos aériennes de l'IGN pour la période actuelle (1950 à aujourd'hui).

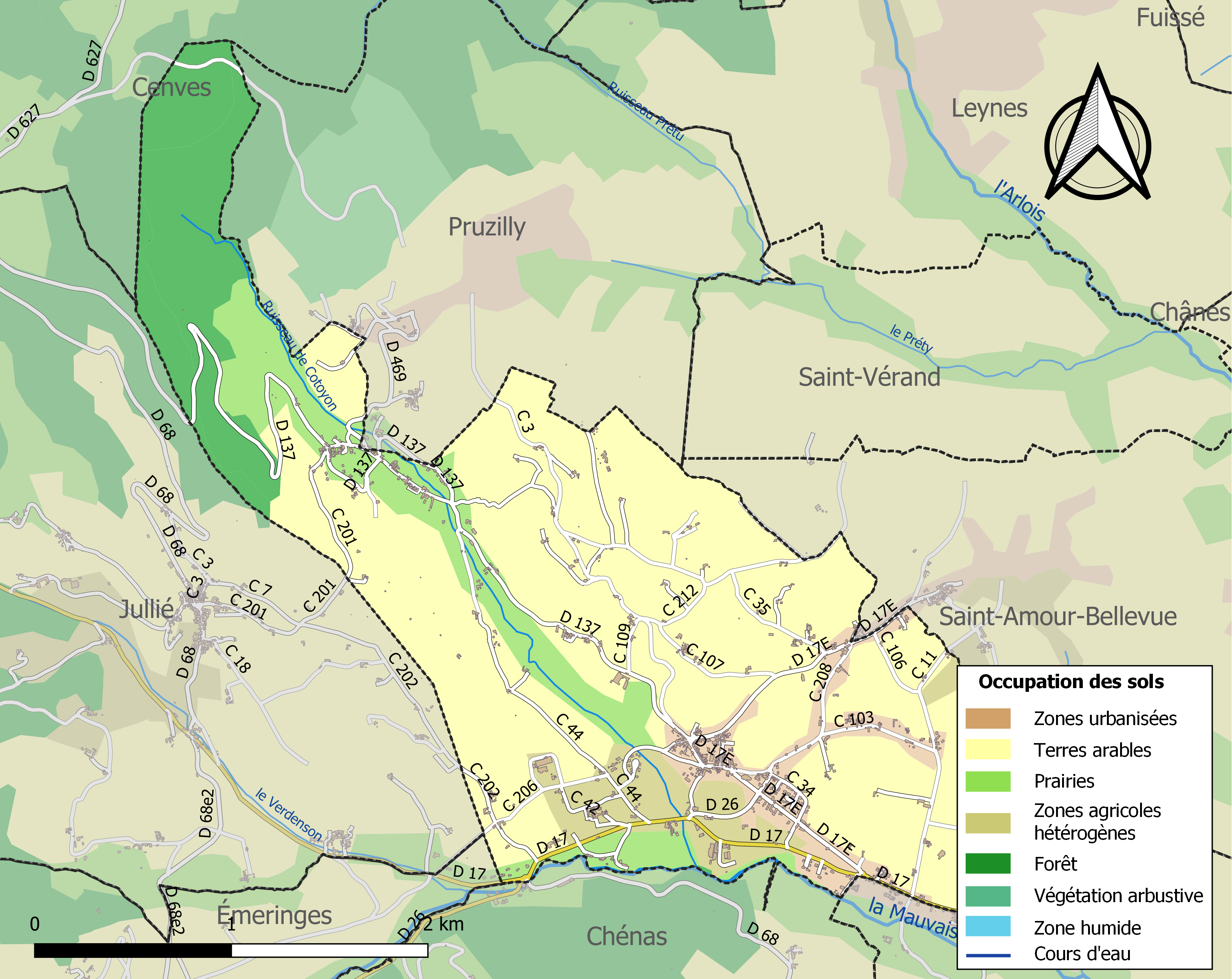
Carte des infrastructures et de l'occupation des sols de la commune en 2018 (CLC).

## Toponymie
Le nom Juliénas, tout comme le nom de la commune de Jullié, viendrait du nom de Jules César, conquérant des Gaules. L'adjectif Iulianus dérivé de Iulius (Jules) est bien attesté en latin qui a pu donner la première partie du nom (Julien-) cependant que la terminaison -as finale demeure plus incertaine.

## Histoire
Aucune trace d'occupation n'est attestée pendant la période romaine, tant au niveau archéologique  que bibliographique.

## Politique et administration

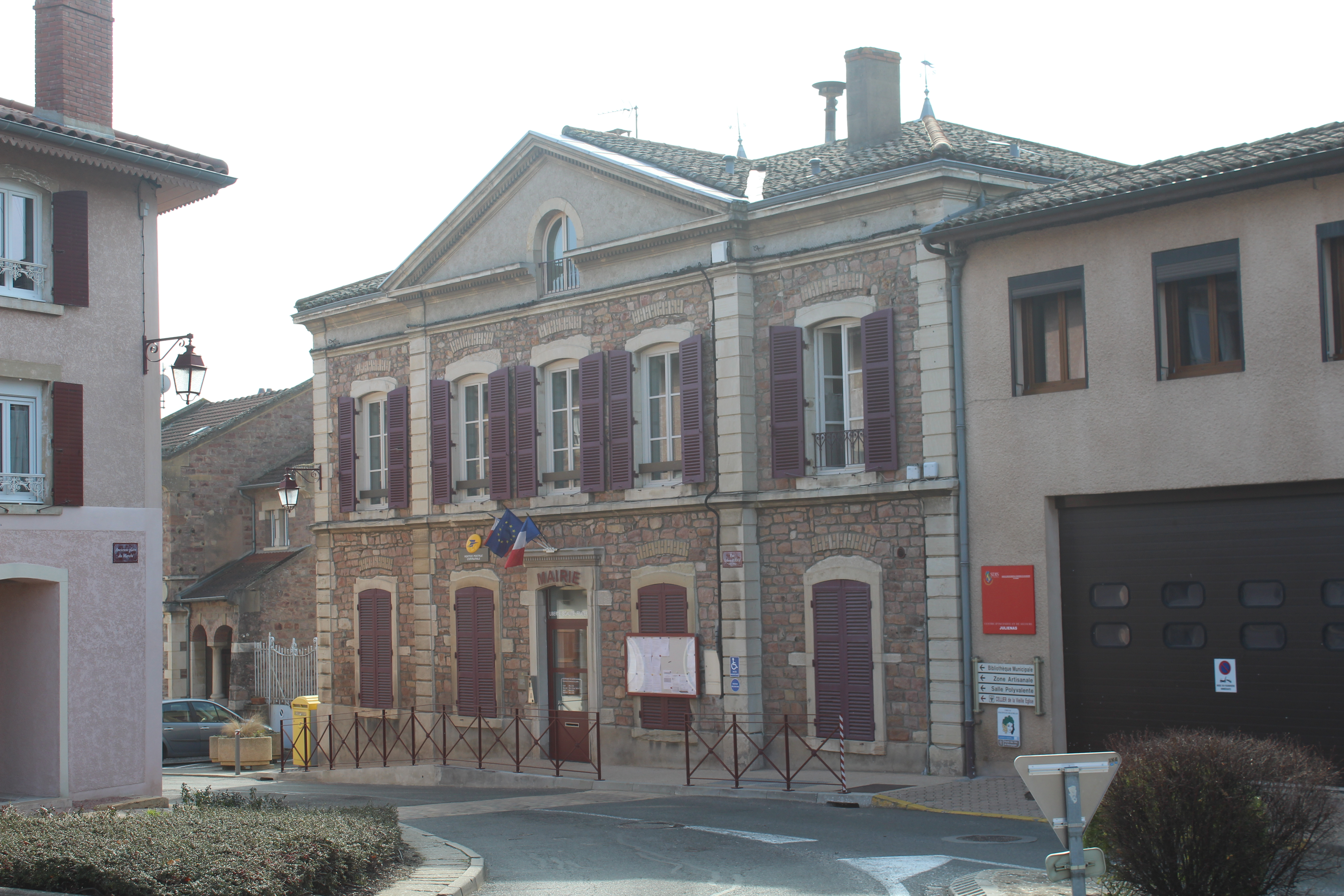
Mairie.

### Liste des maires
| Période                                  | Période             | Identité        | Étiquette | Qualité     |
| ---------------------------------------- | ------------------- | --------------- | --------- | ----------- |
| Les données manquantes sont à compléter. |                     |                 |           |             |
| 1959                                     | 1983                | Paul Audras     |           | Viticulteur |
| 1983                                     | 2001                | André Morin     |           |             |
| mars 2001                                | mars 2008           | Daniel Foillard | PR        |             |
| mars 2008                                | mars 2014           | Lilian Matray   |           |             |
| mars 2014                                | 4 juin 2017 (décès) | Yves Petit      |           |             |
| juin 2017                                | En cours            | Elisabeth Roux  |           |             |

### Intercommunalité
La commune fait partie de la communauté de communes Saône Beaujolais.

### Jumelages
La commune de Juliénas est jumelée avec :
- Durbuy (Belgique), village de Barvaux-sur-Ourthe.
- Rüdesheim am Rhein (Allemagne), village d'Assmannshausen. Ce village a comme Juliénas une activité viticole (coteaux du Rhin moyen).

## Population et société

### Démographie
L'évolution du nombre d'habitants est connue à travers les recensements de la population effectués dans la commune depuis 1793. Pour les communes de moins de 10 000 habitants, une enquête de recensement portant sur toute la population est réalisée tous les cinq ans, les populations de référence des années intermédiaires étant quant à elles estimées par interpolation ou extrapolation. Pour la commune, le premier recensement exhaustif entrant dans le cadre du nouveau dispositif a été réalisé en 2006.

En 2022, la commune comptait 883 habitants, en évolution de −3,5 % par rapport à 2016 (Rhône : +3,93 %, France hors Mayotte : +2,11 %).
| 1793  | 1800  | 1806  | 1821  | 1831  | 1836  | 1841  | 1846  | 1851  |
| ----- | ----- | ----- | ----- | ----- | ----- | ----- | ----- | ----- |
| 1 096 | 1 061 | 1 030 | 1 343 | 1 264 | 1 288 | 1 296 | 1 287 | 1 315 |

| 1856  | 1861  | 1866  | 1872  | 1876  | 1881  | 1886  | 1891  | 1896  |
| ----- | ----- | ----- | ----- | ----- | ----- | ----- | ----- | ----- |
| 1 293 | 1 253 | 1 342 | 1 288 | 1 323 | 1 240 | 1 149 | 1 145 | 1 175 |

| 1901  | 1906  | 1911  | 1921 | 1926 | 1931 | 1936 | 1946 | 1954 |
| ----- | ----- | ----- | ---- | ---- | ---- | ---- | ---- | ---- |
| 1 139 | 1 154 | 1 068 | 888  | 909  | 901  | 927  | 796  | 747  |

| 1962 | 1968 | 1975 | 1982 | 1990 | 1999 | 2006 | 2011 | 2016 |
| ---- | ---- | ---- | ---- | ---- | ---- | ---- | ---- | ---- |
| 752  | 694  | 648  | 642  | 703  | 792  | 812  | 850  | 915  |

| 2021 | 2022 | - | - | - | - | - | - | - |
| ---- | ---- | - | - | - | - | - | - | - |
| 885  | 883  | - | - | - | - | - | - | - |

### Enseignement
Le groupe scolaire de Juliénas accueille les enfants de la maternelle et de l'école élémentaire. Les classes sont réparties entre trois bâtiments situés au cœur du village.

### Manifestations culturelles et festivités
Le premier weekend de janvier a lieu la traditionnelle fête des conscrits.
Entre 2009 et 2017 avaient lieu au mois de juillet Les Juliénales, la fête des vins, organisée par le cru juliénas, en collaboration avec la commune et le cellier de la vieille église.
Depuis 2018, sont organisées au mois de juin les Nuits du Vins, weekend festif de dégustations du cru et concerts dans le village. 
Le prix Victor-Peyret est décerné au cours de cette fête. Portant le nom de Victor Peyret (1902-1959), mécène et ambassadeur perpétuel du cru juliénas, il récompense une personnalité qui défend les valeurs du terroir et plus particulièrement les vins. En 2019, pour la 55ème édition, il a été décerné à l'acteur et comédien Philippe Duquesne.

## Culture locale et patrimoine[18]

### Lieux et monuments

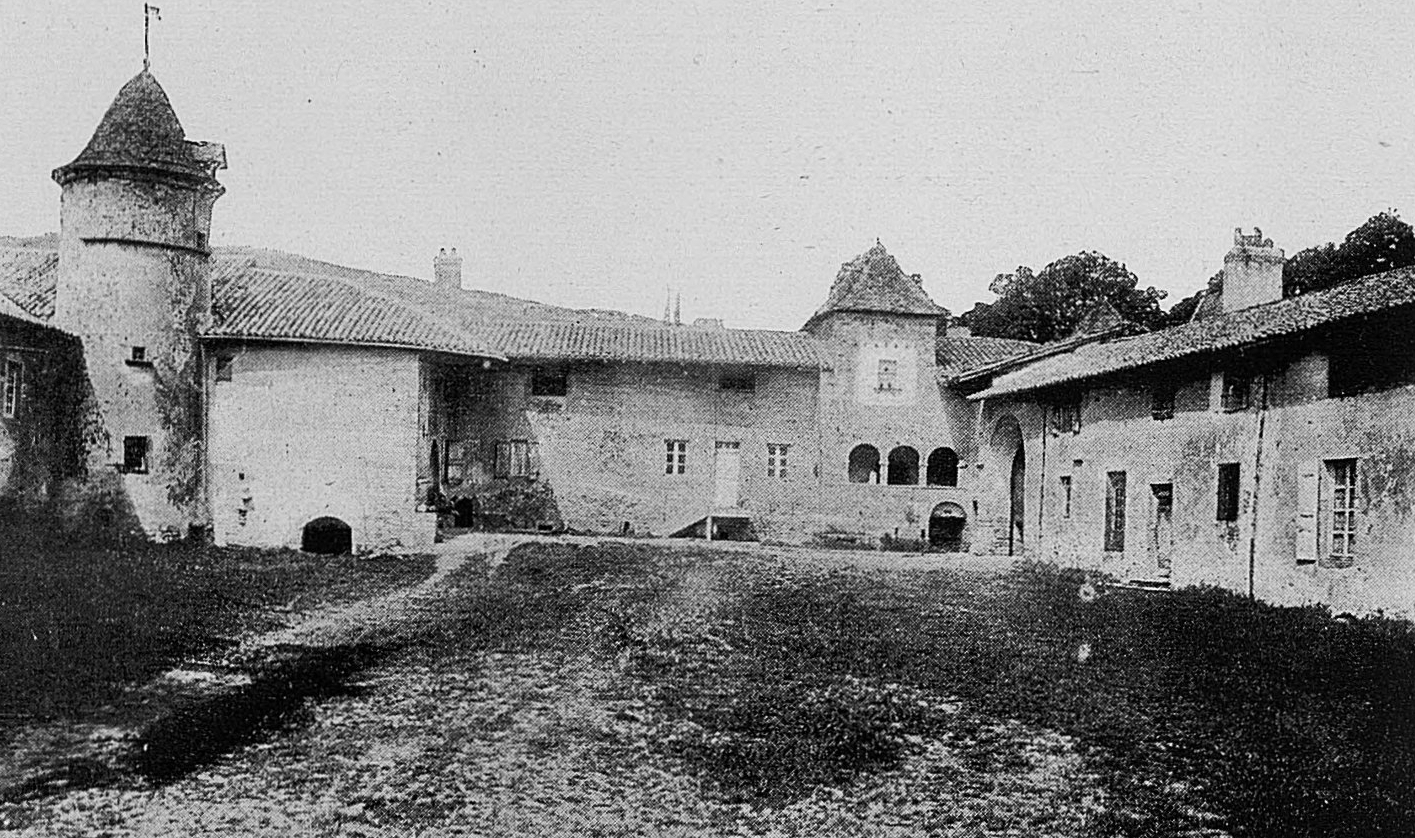
La cour du château de Juliénas entre 1901 et 1902.

- La maison de la Dîme, des XVIe et XVIIe siècles, inscrite aux monuments historiques en 1926[19]. Construite en 1647, elle appartenait jusqu'à la révolution au chapitre de Saint-Vincent-lès-Mâcon. Elle doit son nom au fait qu'avant 1789, la perception de la dîme se faisait pour moitié au bénéfice du chapitre de Saint-Vincent et pour l'autre moitié au curé. Elle appartient depuis le XIXe siècle à la famille Foillard ainsi que le vignoble du même nom[20].
- La Vieille Église, désaffectée en 1868 et propriété de la Maison Jean Loron[21], elle est aujourd'hui un cuvage de vinification et surtout héberge le Cellier de la Vieille Église, lieu de dégustation, d'animations et vitrine du Cru Juliénas[22].
- Le château de Juliénas, des XIIIe et XVIIIe siècles. Ancienne propriété des seigneurs de Beaujeu, il est depuis ses origines une propriété viticole[23].
- Le château des Janroux, XVIIe et XIXe siècles.
- Le château du Bois de La Salle, du XVIIe siècle. Il fut occupé par les moines jusqu’en 1658, où il fut acquis par le baron Charrier de Laroche, premier aumônier de Napoléon 1er. Son descendant, le comte Serres de Mesples, céda la propriété en 1961, qui devint le siège de la cave coopérative créée cette année-là[24].

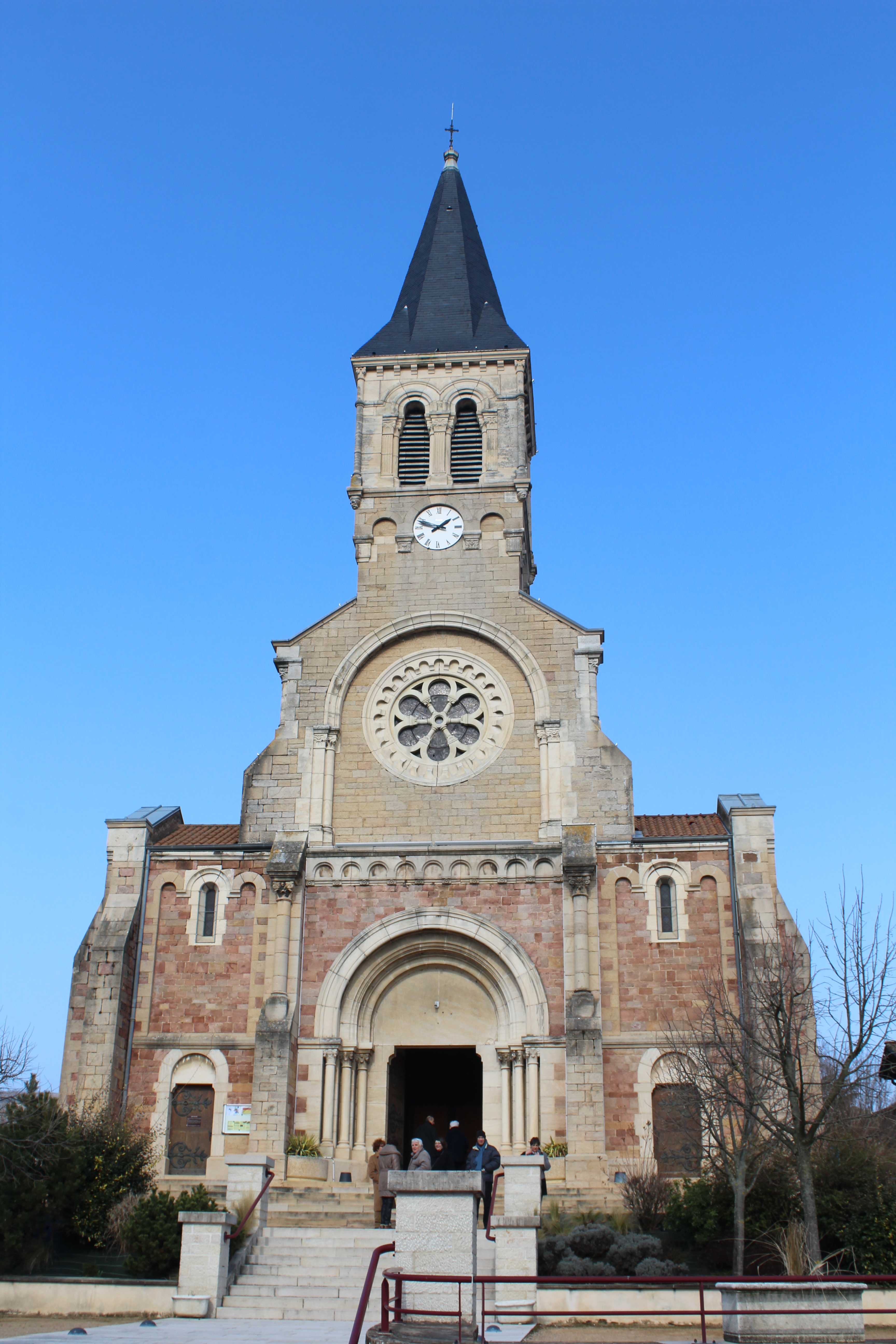
L'église.
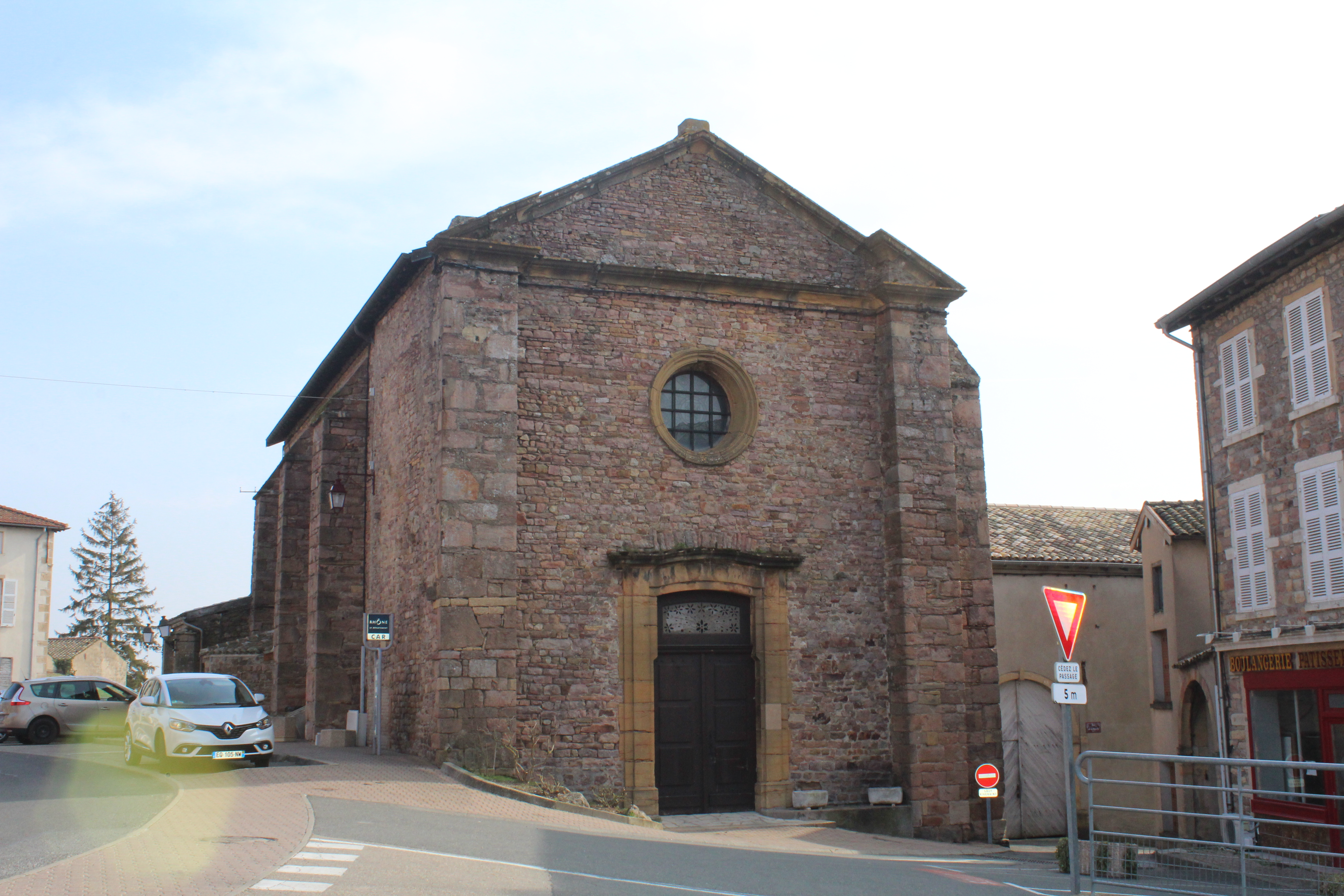
Le cellier de la vieille église.
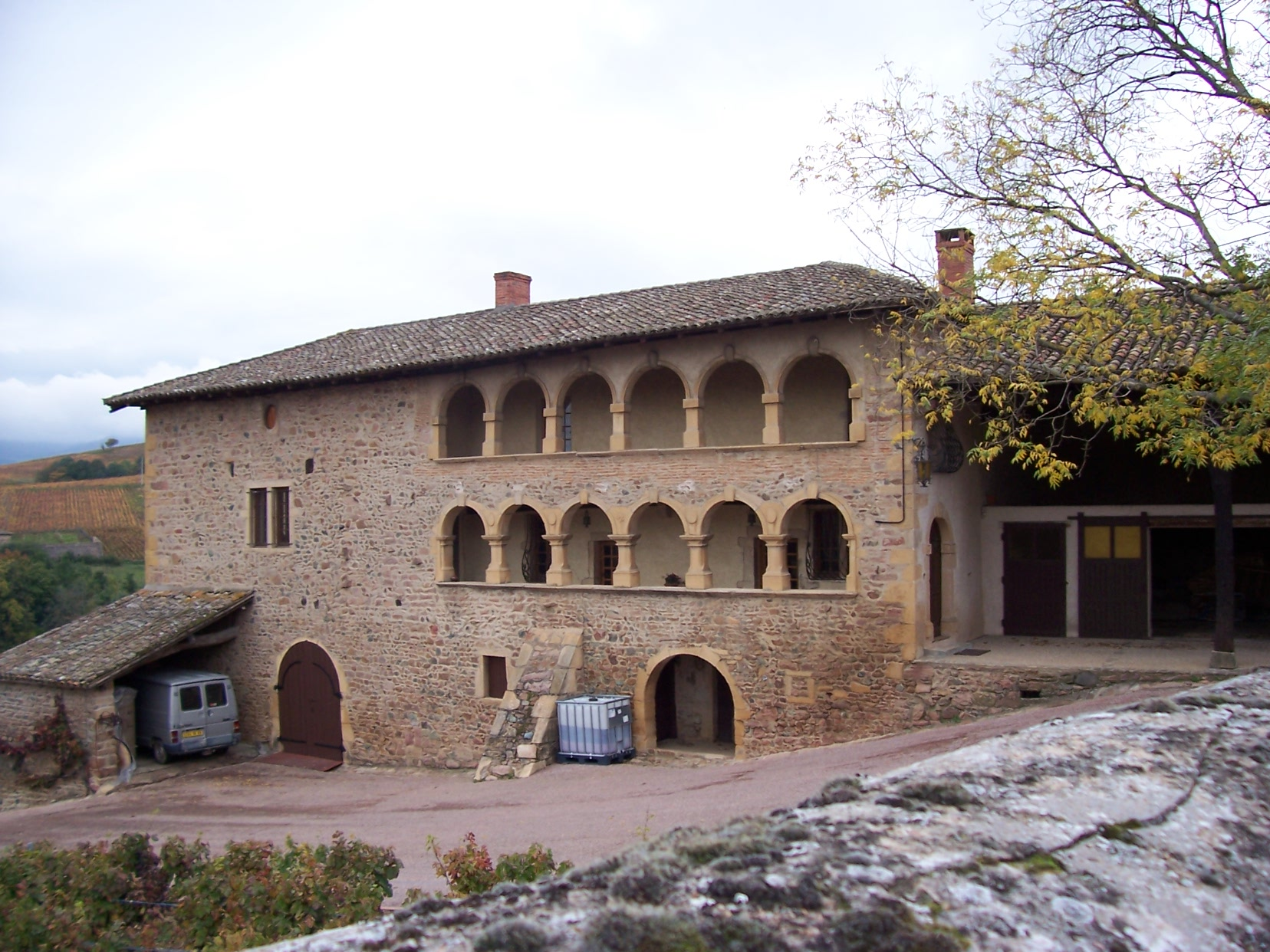
La maison de la Dîme.

Des vitraux de Lucien Bégule se trouvent dans l'église Notre-Dame de l'Assomption de Juliénas dans le chœur et les fenêtres hautes de la nef,.

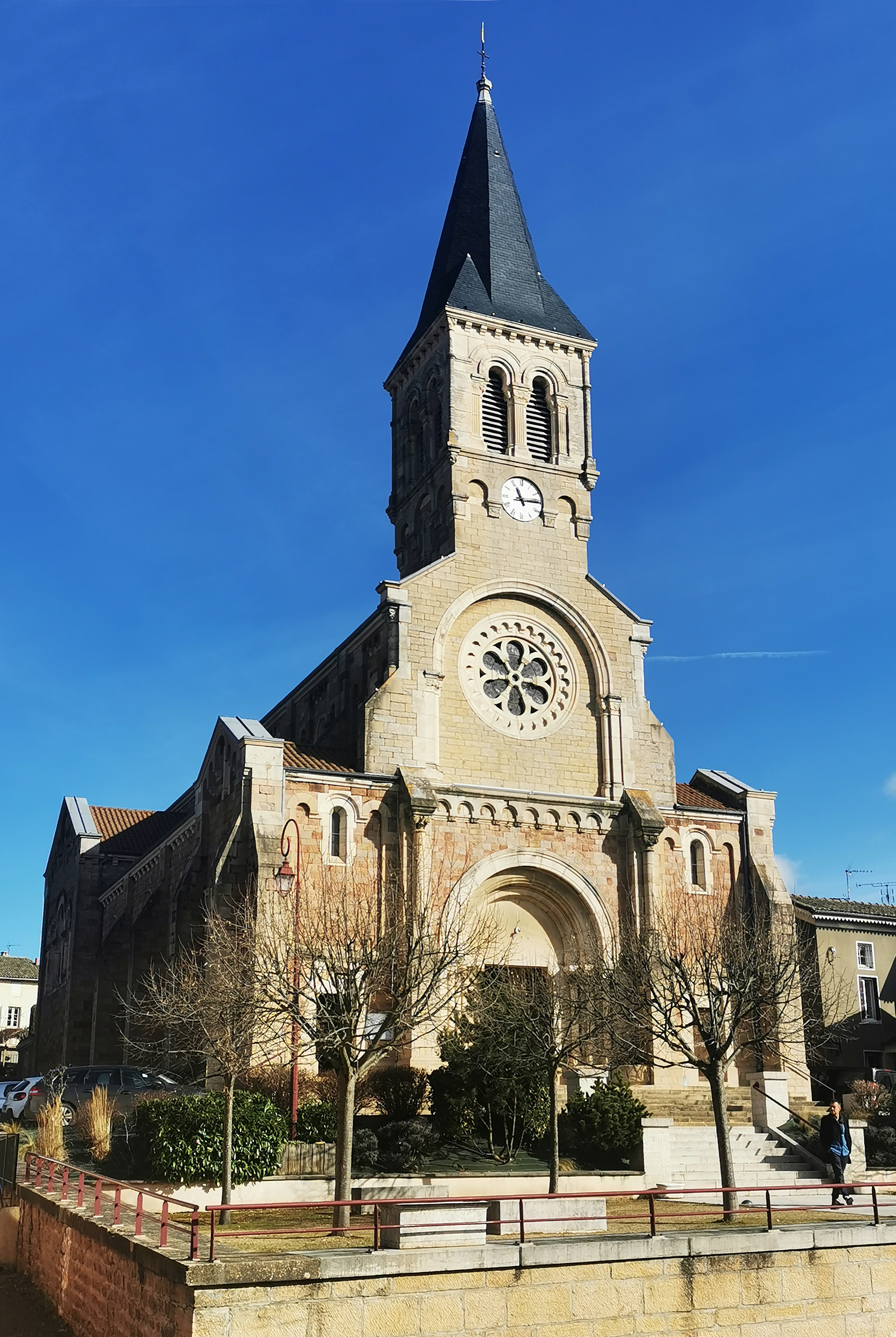
église de Juliénas
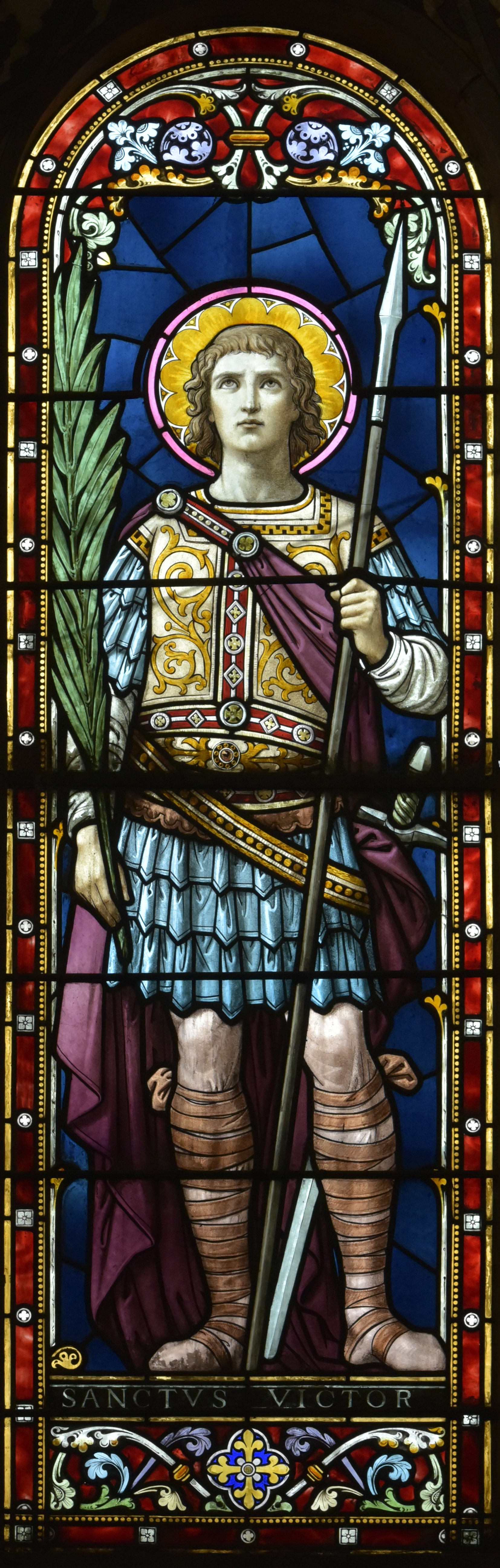
Baie 01, vitrail
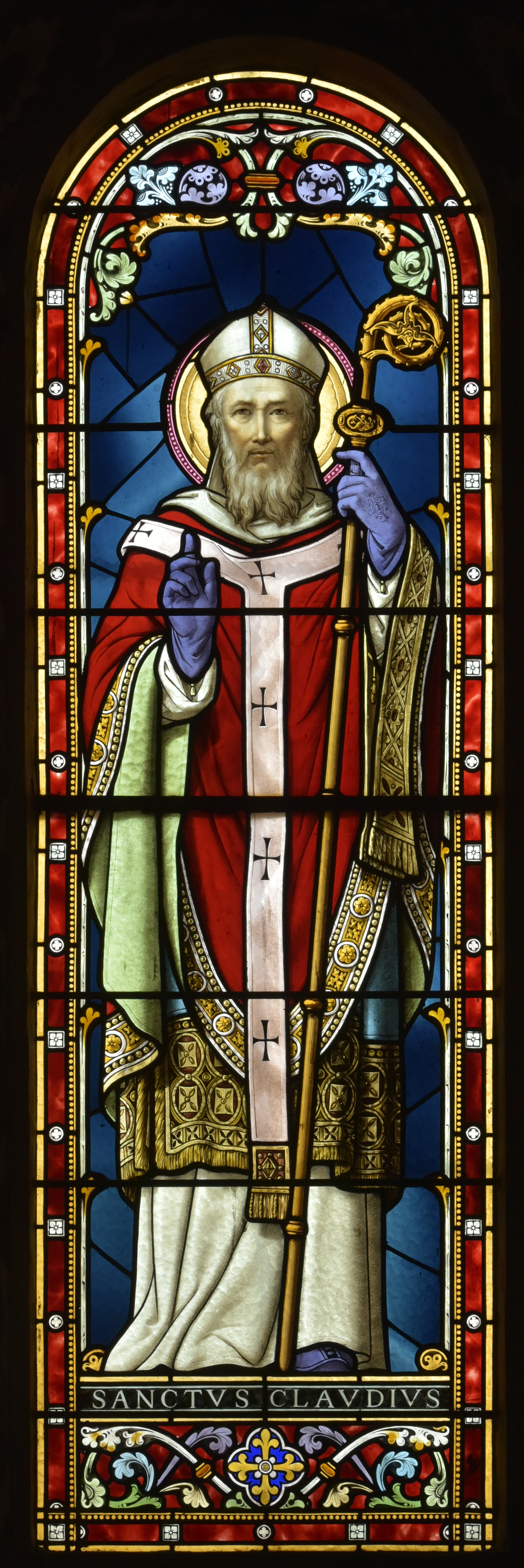
Baie 02, vitrail

### Personnalités liées à la commune
- Antoine Lorrin (1779-1847), homme politique français, mort à Juliénas
- Claudius Savoye (1856-1908), instituteur et préhistorien français, instituteur à Juliénas
- Gérard Gaud (1925-1996), homme politique français, né à Julienas